# Nguyễn Văn Kiệt (biệt hải)
Nguyễn Văn Kiệt (sinh ngày 23 tháng 3 năm 1945) là cựu hạ sĩ nhất Hải quân Việt Nam Cộng hòa và, cùng với Trần Văn Bảy, là một trong hai sĩ quan Quân lực Việt Nam Cộng hòa và là biệt hải duy nhất của Hải quân Việt Nam Cộng hòa được trao tặng Huân chương Thập tự Hải quân Mỹ vì những hành động quả cảm trong chiến tranh Việt Nam.
Tháng 4 năm 1972, Trung úy biệt kích SEAL Thomas R. Norris là một trong số ít lính SEAL còn lại ở Việt Nam. Khi Trung tá Iceal Hambleton bị bắn hạ sau phòng tuyến của địch, các hoạt động chiến đấu tìm kiếm và cứu nạn trên không đã thất bại, dẫn đến mất thêm năm máy bay và 11 phi công tử nạn, hai người bị bắt và ba người khác bị bắn hạ và cần được ứng cứu. Norris được giao nhiệm vụ tiến hành cuộc hành quân trên đất liền nhằm giải cứu Hambleton, Trung úy Mark Clark và Trung úy Bruce Walker thoát khỏi phòng tuyến của địch. Kiệt là một trong năm lính biệt hải Việt Nam đi cùng Norris, và khi những người khác từ chối tiếp tục nhiệm vụ, anh đã tình nguyện hỗ trợ Norris. Họ thành công trong việc đưa ra ngoài hai trong số ba phi công bị bắn hạ hơn 2 kilômét (1,2 mi) sau phòng tuyến của địch.

## Chiến dịch giải cứu phi công Mỹ
Nguyễn Văn Kiệt vốn là thành viên toán Biệt hải thuộc Sở Phòng vệ Duyên hải, Nha Kỹ thuật và Liên đoàn người nhái Hải quân Việt Nam Cộng hòa đến từ căn cứ Đà Nẵng. Ông được giao nhiệm vụ trợ giúp Norris đưa ba phi công Mỹ bị bắn rơi từ hơn 2 kilômét (1,2 mi) phía sau phòng tuyến của đối phương. Phi công OV-10 Clark là người gần nhất với vị trí của đội và sẽ được giải cứu đầu tiên. Clark được chỉ dẫn qua điện đài phải xuống dưới nước và trôi xuôi dòng đến chỗ Norris và nhóm ứng cứu sẽ chặn anh lại. Trung tá Andrew E. Anderson (USMC) ra lệnh cho Norris đưa nhóm của mình tiến về phía trước không quá 1 kilômét (0,62 mi) và đợi những người sống sót đến với họ, nhưng Norris bất chấp mệnh lệnh, cho tắt radio và tránh nhiều cuộc tuần tra của địch, đi xa gấp đôi khoảng cách đó. Anderson, Norris và Kiệt, cùng với bốn biệt kích quân Việt Nam khác cho lập một vị trí quan sát gần sông Miếu Giang, quận Cam Lộ, tỉnh Quảng Trị chảy gần vị trí của cả hai phi công bị bắn rơi.:244
Clark bị kiệt sức nghiêm trọng sau năm ngày lẫn trốn khỏi quân địch với rất ít thức ăn. Đêm ngày 9 tháng 4, Norris, Kiệt và các biệt kích đã tới cứu anh ta khỏi dòng sông và đưa anh ta đến lãnh thổ của quân bạn. Đêm hôm sau, họ lên đường giải cứu Hambleton. Trong cuộc tìm kiếm đêm đó, hai biệt kích không muốn tiếp tục nhiệm vụ này, nói rằng họ "từ chối bám theo một người Mỹ chỉ để giải cứu một người Mỹ khác". Lúc bình minh vừa ló rạng, Norris đành tiếp tục một mình trong khi Kiệt tình nguyện ở lại với anh ta. Họ lấy được một chiếc thuyền tam bản bị bỏ trống và thận trọng lục soát bờ sông thêm hai giờ nữa trong vô vọng. Rồi miễn cưỡng quay trở lại căn cứ hành quân tiền phương của mình để nghỉ ngơi và hy vọng sẽ thành công hơn vào đêm hôm sau. Kiểm soát viên không quân tiền phương Harold Icke trên Bilk 11 đã cố định vị trí của Hambleton vào ban ngày để Norris và Kiệt có thể tìm thấy viên phi công này vào đêm đó.

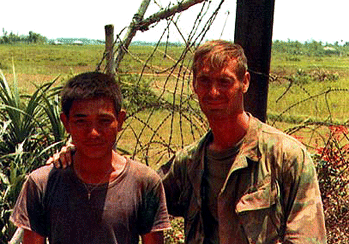
Trung úy Thomas R. Norris và Hạ sĩ nhất Nguyễn Văn Kiệt đã đi vào phía sau phòng tuyến của địch cải trang thành ngư dân trên một chiếc thuyền tam bản để giải cứu Trung tá Iceal Hambleton. Norris được trao Huân chương Danh dự và Kiệt được trao tặng Huân chương Thập tự Hải quân vì hành động quả cảm của họ.

Đêm ngày 12 tháng 4, Norris và Kiệt tìm thấy một ngôi làng hoang vắng và quần áo mà họ dùng để cải trang thành ngư dân. Họ tận dụng chiếc thuyền tam bản vô chủ rồi âm thầm chèo ngược dòng sông. Ngay cả trong đêm tối và sương mù dày đặc, họ vẫn có thể nhìn thấy rất nhiều binh lính và xe tăng quân đội Bắc Việt ngay trên bờ. Đi ngược dòng sông trên chiếc thuyền tam bản, họ thoát khỏi sương mù dày đặc và nhận thấy mình đang ở dưới chân cầu Cam Lộ. Họ vừa đi qua vị trí của Hambleton hơn 30 phút trước đó. Quay lại nơi đây, sau cùng họ mới nhìn thấy Hambleton đang ngồi trong một bụi cây, còn sống nhưng có phần mê sảng. Mặt trời đang mọc, và dù Norris nghĩ rằng tốt nhất là nên đợi đến khi trời tối mới trở về hạ lưu, nhưng Hambleton cần phải được sơ tán ngay lập tức. Bất chấp nguy hiểm, họ đã giấu Hambleton dưới đáy thuyền tam bản, phủ tre lên người anh ta và bắt đầu đi xuôi dòng.
Chiếc thuyền tam bản của họ sớm bị quân đội Bắc Việt phát hiện, một số binh lính đã bắn vào chiếc thuyền này, nhưng Norris và Kiệt không đủ sức bắn trả. Họ cho thuyền đi xuôi dòng sông quay về hướng nam và Norris bèn liên lạc truyền tin xin Không quân Mỹ yểm trợ để loại bỏ quân Bắc Việt đang nã đạn từ bờ phía bắc. Họ đã giải cứu Clark và Hambleton, nhưng Walker bị quân Bắc Việt phát hiện và hạ gục trước khi họ kịp quay lại giải cứu anh này. Xế trưa ngày 14 tháng 4, Kiệt, Norris và Hambleton về đến ngọn đồi trong sự hân hoan của các đơn vị Thiết giáp, Biệt động quân Biên phòng, Biệt kích 81 Dù Việt Nam Cộng hòa.
William Charles Anderson có viết một cuốn sách nói về vụ giải cứu này của Kiệt mà về sau được đạo diễn Peter Markle chuyển thể thành phim năm 1988 mang tên Bat*21. Năm 1999, sau khi công bố nhiều thông tin giải mật, cuốn sách thứ hai nhan đề The Rescue of Bat 21 do Darrel D. Whitcomb xuất bản. Lúc này Nguyễn Văn Kiệt đã di cư sang Mỹ và tính đến năm 2008, ông cư trú tại Tiểu bang Washington.

## Sau chiến tranh Việt Nam
Nguyễn Văn Kiệt chính thức trở thành công dân Mỹ vào năm 1984 và chuyển đến Seattle làm việc cho Tập đoàn Boeing trong gần 20 năm trước khi nghỉ hưu vào năm 2005.